# Trogloneta mourai
Espèce
Trogloneta mourai est une espèce d'araignées aranéomorphes de la famille des Mysmenidae.

## Distribution
Cette espèce est endémique du Brésil. Elle se rencontre dans les États de São Paulo et de Santa Catarina.

## Description
Le mâle holotype mesure 2,20 mm et la femelle paratype 2,80 mm.

## Étymologie
Cette espèce est nommée en l'honneur de Luciano de Azevedo Moura.

## Publication originale
- Brescovit & Lopardo, 2008 : The first record on the spider genus Trogloneta Simon in the southern hemisphere (Araneae, Mysmenidae), with descriptions of three new species from Brazil and remarks on the morphology. Acta Zoologica, Stockholm, vol. 89, p. 93-106.